# Касымов, Бегали
Бегали Касимов (19 декабря 1942, Аллот, Касбийский район — 25 сентября 2004, Ташкент) — доктор филологических наук (1984), профессор (1986), заслуженный деятель науки Узбекистана (1999)

## Биография
Родился в селе Денау, Кашкадарьинская область.
С 1958 по 1963 учился на филологическом факультете Ташкентского Государственного университета. В 1963—1966 годах учился в аспирантуре. Кандидат филологических наук по теме «Мирмухсин Шермухамедов (Фикри) и его литературная среда».
Начиная с 1966 года работал преподавателем, потом старшим преподавателем, доцентом кафедры узбекской литературы Ташкентского Государственного университета. В 1984 году защитил докторскую диссертацию на тему «Узбекская поэзия начало XX века (становление и развитие революционной поэзии в 1905—1917 г.г)». В 1986 году стал профессором.
Автор более десяти научных монографий и более десяти учебников, научно-методических пособий. Основатель и заведующий кафедры литературы периода Национального возрождения с 1993 года. Автор десятков исследований по проблемам классической и современной узбекской литературы. Автор книг: «Мирмухсин Шермухамедов» (1967), «Абдулла Авляни» (1979), «Исмаилбек Гаспиринский» (1992), «Махмудходжа Бехбуди» (1997) и др.
Умер 25 сентября 2004 года в Ташкенте.